# Epidendrum brachystele
Epidendrum brachystele är en orkidéart som beskrevs av Rudolf Schlechter. Epidendrum brachystele ingår i släktet Epidendrum och familjen orkidéer.
Artens utbredningsområde är Ecuador. Inga underarter finns listade i Catalogue of Life.